# Sheila Canning
Sheila Canning es un personaje ficticio de la serie de televisión australiana Neighbours, interpretada por la actriz Colette Mann desde el 3 de mayo de 2012, hasta ahora.

## Biografía
Sheila llega a la calle Ramsay en el 2012 para visitar a su nieto Kyle Canning y a su novia Jade Mitchell. Poco después Kyle le muestra a su abuela Erinsborough y el lugar donde trabaja. Más tarde Sheila conoce a Kate Ramsay y la confunde con Jade, cuando finalmente conoce a Jade no queda impresionada y le dice a Kyle que Jade no es la novia adecuada para él sino Kate, esto molesta a Jade quien termina teniendo un enfrentamiento con Sheila. Poco después Jade le dice a Sheila que ama a Kyle y que si se queda el suficiente tiempo podrá verlo. Kyle anima a su abuela a ayudar a Jade a cuidar de su nuevo perrito en vez de juzgarla y poco después Sheila acepta su relación.